# Alekszej Igorevics Hovanszkij
Alekszej Igorevics Hovanszkij (oroszul: Алексей Игоревич Хованский) (Ogyincovo, 1987. június 9. –) Európa-bajnoki ezüstérmes, világbajnoki bronzérmes orosz tőrvívó.